# Nuevo Laredo
Nuevo Laredo egy város Mexikó északkeleti részén, Tamaulipas államban, az Amerikai Egyesült Államok határánál. Lakossága 2010-ben körülbelül 374 ezer fő volt. Itt működik Mexikó legfontosabb határátkelőhelyeinek egyike, kereskedelmi szállítási szempontból pedig a legjelentősebb Latin-Amerika és az USA között.

## Földrajz

### Fekvése
A Tamaulipas állam északi nyúlványának végén található várost a Río Bravo del Norte folyó választja el amerikai testvérvárosától, Laredótól, mellyel mintegy 650 ezer fős agglomerációt alkot. Nuevo Laredo mintegy 120–150 méterrel fekszik a tenger szintje felett, a folyóvölgyi részek alacsonyabban, az attól távolabbi részek néhány méterrel magasabban terülnek el. A nagy folyón kívüli legfontosabb vízfolyása az időszakos Arroyo el Coyote nevű patak, amelyen felduzzasztották az El Laguito nevű tározót. Nuevo Laredo környékén mezőgazdasági területek és félsivatagos bozótosok váltogatják egymást.

### Éghajlat
A város éghajlata forró és közepesen csapadékos. Minden hónapban mértek már legalább 32 °C-os hőséget, a rekord elérte a 49 °C-ot is. Az átlagos hőmérsékletek a januári 12,2 és a júliusi 30,9 fok között váltakoznak, fagy novembertől márciusig fordul elő. Az évi átlagosan 528 mm csapadék időbeli eloszlása kevésbé egyenetlen, mint Mexikó délebbi részein, de itt is igaz, hogy a téli hónapok szárazabbak.
| Hónap                                   | Jan. | Feb. | Már. | Ápr. | Máj. | Jún. | Júl. | Aug. | Szep. | Okt. | Nov. | Dec.  | Év    |
| --------------------------------------- | ---- | ---- | ---- | ---- | ---- | ---- | ---- | ---- | ----- | ---- | ---- | ----- | ----- |
| Rekord max. hőmérséklet (°C)            | 38,5 | 36,0 | 40,0 | 44,0 | 42,0 | 49,0 | 43,3 | 42,0 | 42,2  | 39,0 | 34,0 | 32,0  | 49,0  |
| Átlagos max. hőmérséklet (°C)           | 17,9 | 21,1 | 26,4 | 30,5 | 32,8 | 35,6 | 36,8 | 36,7 | 33,3  | 28,8 | 23,5 | 19,0  | 28,6  |
| Átlaghőmérséklet (°C)                   | 12,2 | 14,9 | 19,9 | 24,5 | 27,1 | 29,9 | 30,9 | 30,8 | 28,2  | 23,6 | 18,2 | 13,7  | 22,9  |
| Átlagos min. hőmérséklet (°C)           | 6,4  | 8,8  | 13,5 | 18,4 | 21,5 | 24,2 | 25,1 | 25,0 | 23,1  | 18,3 | 12,9 | 8,3   | 17,2  |
| Rekord min. hőmérséklet (°C)            | −7,9 | −6,5 | −2,0 | 2,5  | 0,0  | 16,5 | 15,0 | 18,5 | 11,3  | 5,0  | −1,0 | −10,0 | −10,0 |
| Átl. csapadékmennyiség (mm)             | 20   | 27   | 16   | 47   | 70   | 68   | 33   | 55   | 78    | 69   | 26   | 19    | 528   |
| Forrás: Servicio Meteorológico Nacional |      |      |      |      |      |      |      |      |       |      |      |       |       |

## Népesség
A település népessége a közelmúltban folyamatosan és gyorsan növekedett:
| Év   | Lakosság |
| ---- | -------- |
| 1990 | 218 413  |
| 1995 | 273 797  |
| 2000 | 308 828  |
| 2005 | 348 387  |
| 2010 | 373 725  |

## Története
Bár a települést a Río Bravo del Norte bal partján hivatalosan már 1775. május 15-én megalapították, a 19. századra pedig már mindkét partra átterjedt, az 1848-ban lezáruló mexikói–amerikai háború megváltoztatta a két ország közti határvonalat: Mexikó óriási területeket vesztett, a települést pedig innentől kezdve kettévágta a folyó. A bal parton maradó részt nevezik azóta Laredónak, a jobb parti rész lett Nuevo Laredo („Új Laredo”). Így Nuevo Laredónak nincsenek hivatalos alapítóokiratai, de száz évvel később, 1948-ban, úgy egyeztek meg, hogy 1848. június 15-ét fogják az alapítás dátumának tekinteni.
A vám 1855-ben nyílt meg a két város között. 1863-ban a városvezetők tiltakoztak a francia megszállás ellen, négy év múlva pedig a köztársaság visszaállítását ünnepelték. 1869-ben épült ki a település első távíróvonala, 1881-ben pedig megnyílt a Nuevo Laredót Mexikóvárossal összekötő vasútvonal is. Ugyanebben az évben jelent meg az első helyi újság, az El Laderense. 1883-ban avatták fel az első hidat a Río Bravón, az építményt ekkor az elnökről, Porfirio Díazról nevezték el. 1885-től működik telefon a városban, 1891-ben pedig a település egy magasabb, ciudad rangra emelkedett, neve ekkor Laredo de Tamaulipas lett. 1892-ben nyílt meg az első ivóvizet biztosító telep.
1914-ben, a mexikói forradalom idején a városból távozó huertista erők felgyújtották a települést, többek között a községi palotát is. 1930-ban nyílt meg az első másodfokú iskola a városban, tíz évvel később pedig megnyílt a Szövetségi Palota. 1941-ben létesült az első előkészítő iskola. 1954-ben az árvizek miatt fel kellett robbantani az addigi egyetlen nagy hidat, helyette az amerikai hadsereg segítségével egy ideiglenes átkelőt létesítettek, 1976-ban pedig felépítették a Benito Juárez hidat. Az északi határ mentén az első maquiladora üzem is Nuevo Laredóban nyílt meg 1962-ben, 1983-ban pedig lóversenypálya épült.

## Turizmus, látnivalók
Nuevo Laredo nem tartozik a kedvelt turistacélpontok közé, de azért néhány emlékmű és műemlék figyelmet érdemel. Megtalálható a városban José María Morelos, Miguel Hidalgo, Vicente Guerrero és Ignacio Aldama függetlenségi harcosok szobra, valamint Benito Juárez elnöké, Santiago M. Beldené (a város jótevőjéé), Álvaro Obregón, Emiliano Zapata, Venustiano Carranza, Belisario Domínguez, Maclovio Herrera és José Vasconcelos forradalmároké, a város alapítóiéi és községi elnökeiéi, César López de Lara tamaulipasi kormányzóé és Roberto A. Garza Garza orvosé, aki a helyi kórházat alapította. A székesegyház 1775-ben épült.